# 岸和田市立新条小学校
岸和田市立新条小学校（きしわだしりつ しんじょうしょうがっこう）は、大阪府岸和田市荒木町にある公立小学校。

## 沿革
- 1965年（昭和40年）4月1日 - 岸和田市立八木小学校分校として開校。
- 1965年（昭和40年）4月1日 - 同日を創立記念日とする。
- 1966年（昭和41年）4月1日 - 岸和田市立新条小学校と改称し、独立校となる。

## 通学区域
- 吉井町3丁目（21番～25番，28番～30番）、吉井町4丁目（1番～9番）、中井町1～3丁目、荒木町1～2丁目[1]

※卒業後は基本的に岸和田市立北中学校に進学する。